# 市川之雄
市川 之雄（いちかわ ゆきお、1866年-1937年）は、日本の造園家である。宮内省技師として宮廷庭園に多く携わった。

## 経歴
1866年（慶応2年）東京生まれ。1893年（明治26年）から宮内省御料局に奉職、小平義近の指導のもと1896年（明治29年）同局技手、1898年（明治31年）内匠寮技手、1899年（明治32年）からフランス出張、 同年パリ万博で大作菊を栽培し大賞を得る。1904年（明治37年）内苑局技師。同年開催のセントルイス万国博覧会では、日本庭園現場管理責任者。
明治41年の官制改正により内苑寮技師。
1914年（大正3年）宮内技師兼園芸試験場技師、1925年（大正14年）退官。
当初は蔬菜園芸を専門とし、日本園芸会雑誌には練馬大根など蔬菜に関する研究がのせられている。

## 主な事業
（宮内省関係）
- 赤坂離宮庭園
- 神宮徴古館前庭
- 遷錦閣庭園整備
- 丸山下噴水設計
- 外宮鉄橋工事監理
- 鳥居坂御料地設計
- 京都御苑改修
- 建礼門前道路改修
- 武庫離宮庭園整備
- 葉山御用邸大改築
- 東伏見邸庭築造
- 宮城外苑改造
- 新宿御苑築造
- 旧名古屋離宮庭園改造
- 塩原・日光・那須・日光田母沢の各御用邸庭園
- 竹田宮家・北白川宮家の各庭園
- 伏見桃山陵・東陵造営
- 渋谷 李鍵公庭園

（その他）
- 1910年（明治43年）には栗林公園改造設計監督を依嘱され、1912年（明治45年）[元号要検証]には出雲大社神苑築造計画を島根県より依嘱されている。
- その他横浜公園改造、岐阜大垣公園・赤坂離宮前四谷開放地・沼田町久米公園（群馬県）、土浦城亀城公園（茨城県）、成農園（桑名市）など。
- 個人庭園では戸田伯爵邸庭園（大垣市と東京牛込）、小原男爵邸庭園（東京）、久米民之助庭園（東京代々木）[1]など。坂出市にある香風園（旧鎌田家別邸庭園）は、本郷高徳との共作。なお、沼田町久米公園は久米民之助が私財を投じて整備し沼田町（現在の沼田市）に寄付したもので、現在は沼田公園となっている。